# Taza, Son of Cochise
Taza, Son of Cochise (conocida en español como Raza de violencia en España y Herencia sagrada en Hispanoamérica) es una película wéstern estadounidense de 1954 dirigida por Douglas Sirk y protagonizada por Rock Hudson y Barbara Rush. La película se rodó en 3D y es una de las dos películas confirmadas que se estrenaron en el sistema Pola-Lite 3D utilizando un proyector.

## Argumento
Tres años después del final de las guerras apaches, muere el jefe pacificador Cochise. Su hijo mayor Taza (Rock Hudson) comparte sus ideas, pero su hermano Naiche (Bart Roberts) anhela la guerra... y la prometida de Taza, Oona (Barbara Rush). Naiche no pierde tiempo en iniciar problemas que, gracias a un intolerante oficial de caballería, terminan con los orgullosos apaches chiricahua en una reserva, donde pronto se les une el renegado capturado Gerónimo, que es todo lo que se necesita para iniciar una guerra.

## Reparto
- Rock Hudson como Taza.
- Barbara Rush como Oona.
- Gregg Palmer como Capitán Burnett.
- Bart Roberts como Naiche.
- Morris Ankrum como Águila Gris.
- Gene Iglesias como Chato.
- Richard H. Cortando como Cy Hegan.
- Ian MacDonald como Gerónimo.
- Robert Burton como el general Crook.
- Joe Sawyer como el sargento Hamma.
- Lance Fuller como el teniente Willis.
- Bradford Jackson como el teniente Richards (como Brad Jackson).
- James Van Horn como Skinya.
- Charles Horvath como Kocha.
- Robert F. Hoy como Lobo (como Robert Hoy).
- Barbara Burck como Mary.
- Dan White como Tiswin Charlie.
- Jeff Chandler como Cochise (sin acreditar).
- Russell Johnson como narrador (sin acreditar).

## Producción
La película es la tercera vez que Jeff Chandler interpretaba a Cochise, después de Broken Arrow y The Battle at Apache Pass. Partes de la película se rodaron en Castle Valley, Professor Valley, Sand Flats, Devil's Garden y en el parque nacional de los Arcos en Utah.

## Medios domésticos
- Universal Home Video, junto con Turner Classic Movies, lanzó un DVD de impresión bajo demanda Región 1 de Taza, Son of Cochise en 2014.
- KL Studio Classics lanzó una nueva restauración 2K 3D del título en Blu-ray Región A en mayo de 2020 en formatos combinados 3D y 2D.[4]